# Lelisa Desisa
Lelisa Desisa Benti (ur. 14 stycznia 1990) – etiopski lekkoatleta specjalizujący się w biegach długich. 
W 2009 zdobył złoty medal biegu na 10 000 metrów podczas juniorskich mistrzostw Afryki. Rok później sięgnął po drużynowy brąz na mistrzostwach świata w półmaratonie, zaś indywidualnie uplasował się na 7. miejscu. Złoty medalista półmaratonu podczas igrzysk afrykańskich w Maputo (2011). 
15 kwietnia 2013 wygrał maraton w Bostonie, podczas którego doszło do zamachu bombowego. Nieco ponad dwa miesiące później ponownie pojawił się w stolicy stanu Massachusetts, zajmując drugie miejsce w biegu ulicznym na dystansie 10 kilometrów. Po tych zawodach Desisa przekazał władzom miasta medal, jaki otrzymał w kwietniu za zwycięstwo w maratonie, oddając w ten sposób hołd ofiarom zamachu. Oddając trofeum powiedział:

„Sport ma siłę jednoczenia, łączenia ludzi na całym świecie. Nigdy nie powinien być wykorzystywany jako pole walki."

W sierpniu 2013 Desisa startował na mistrzostwach świata w Moskwie, podczas których zdobył srebro w biegu maratońskim, przegrywając jedynie ze Stephenem Kiprotichem z Ugandy. W 2019 został w Doha mistrzem świata.

## Osiągnięcia
| Rok  | Impreza                           | Miejsce | Konkurencja      | Pozycja    | Wynik    |
| ---- | --------------------------------- | ------- | ---------------- | ---------- | -------- |
| 2009 | Mistrzostwa Afryki juniorów       | Bambous | bieg na 10 000 m | 1. miejsce | 28:46,74 |
| 2010 | Mistrzostwa świata w półmaratonie | Nanning | indywidualnie    | 7. miejsce | 1:01:28  |
| 2010 | Mistrzostwa świata w półmaratonie | Nanning | drużynowo        | 3. miejsce | 3:05:26  |
| 2011 | Igrzyska afrykańskie              | Maputo  | półmaraton       | 1. miejsce | 1:04:31  |
| 2013 | Mistrzostwa świata                | Moskwa  | maraton          | 2. miejsce | 2:10:12  |
| 2015 | Mistrzostwa świata                | Pekin   | maraton          | 7. miejsce | 2:14:54  |
| 2019 | Mistrzostwa świata                | Doha    | maraton          | 1. miejsce | 2:10:40  |
| 2022 | Mistrzostwa świata                | Eugene  | maraton          | –          | DNF      |

## Rekordy życiowe
- bieg na 5000 metrów – 13:22,91 (2012)
- bieg na 10 000 metrów – 27:11,98 (2012)
- półmaraton – 59:30 (2011)
- maraton – 2:04:45 (2013)